# 넙다리뼈
넙다리뼈(femur, thigh bone), 혹은 대퇴골(大腿骨)은 걷거나 높이 뛸 수 있는 척추 동물의 다리에서 가장 몸에 근접한 뼈다. 개나 말 같은 4족보행동물의 경우는 뒷다리에서만 넙다리뼈가 관찰된다.
대한해부학회에서 femur에 대해 넙다리뼈라는 용어에 대한 반대가 많았고, 허벅지뼈, 넓적다리뼈 등의 의견이 있었으나, 허벅지는 넓적다리의 위안쪽 부분만을 의미하고, 넓적다리뼈는 음절이 길고 겹자음 받침 때문에 표기가 불편하여, '넙치', '넙데데하다' 등에서 쓰이는 '넓다'는 의미의 '넙'을 사용하여 넙다리뼈로 용어가 정해졌다.

## 인체 해부
넙다리뼈는 사람의 뼈 중 가장 길고 큰 뼈다. 머리뼈 (skull)의 관자뼈 (temporal bone)와 함께, 몸에서 가장 강한 두 개의 뼈 중 하나이기도 하다. 평균 성인 남성의 넙다리뼈는 길이가 48 cm, 지름이 2.34 cm 정도 되며 성인 몸무게의 약 30배까지 지탱할 수 있다. 넙다리뼈는 엉덩관절 (hip joint)을 구성하며 (절구 (acetabulum)에서) 무릎관절 (knee joint)의 위쪽도 구성한다. 주요한 융기 (protuberance)는 넙다리뼈머리 (femur head), 큰돌기 (greater trochanter), 작은돌기 (lesser trochanter) 등 세 가지가 있다. 이들은 14세 전에 무작위로 생겨난다. 이들은 처음에는 연골 (cartilage)로 넙다리뼈 몸체와 이어져있다가 서서히 골화 (ossification)되어 넙다리뼈의 일부가 된다.
넙다리뼈몸통 (body of femur)은 원통형으로, 뒷면에는 거친선 (linea aspera)이라고 하는 선이 나있다.
융기사이오목 (intercondylar fossa)은 넙다리뼈 원위부에 나있는 두 돌기 사이에 존재한다. 이 오목은 정강뼈 (tibia)와 관절하는 면의 앞과 뒤에 있는데, 각각 앞, 뒤에 십자인대 (cruciate ligament)가 붙는다.

## 변형
원시 4족보행동물에서, 넙다리뼈의 근육 부착점은 일반적으로 안돌기(internal trochanter)와 네번째돌기(fourth trochanter), 그리고 모음근능선(adductor crest)이라고 하는 넙다리뼈몸통의 앞쪽에 나있는 선이다. 넙다리뼈의 목은 일반적으로 작거나 없으며, 그 결과 엉덩관절이 단순한 경향을 보인다. 고대 파충류 (archosaur)를 비롯, 현대의 새와 포유류에는 큰돌기가 있으며, 이는 사지를 뻗은 자세의 보행이 점차 사라지는 것과 관련이 있다. 작은돌기는 포유류에만 존재하며, 안돌기, 네번째돌기, 모음근능선은 포유류에 존재하지 않는 것이 보통이다. 모음근능선은 가끔 뼈의 표면에 여러 주름의 형태로 작게 나타나는 경우가 있다.
어떤 고래, 뱀, 그리고 보행하지 않는 척추동물은 넙다리뼈가 흔적 기관으로 존재한다. 진화상 넙다리뼈를 가장 처음으로 가진 포유류는 선사시대 (데본기 말)에 살았던 육기어강(Sarcopterygii) 유스테놉테론 (Eusthenopteron)이다. 무척추동물의 경우, 거미 같은 몇몇 절지동물에서 몸통에 가장 가까운 다리분절을 femur tite 라고 부른다.

## 추가 그림

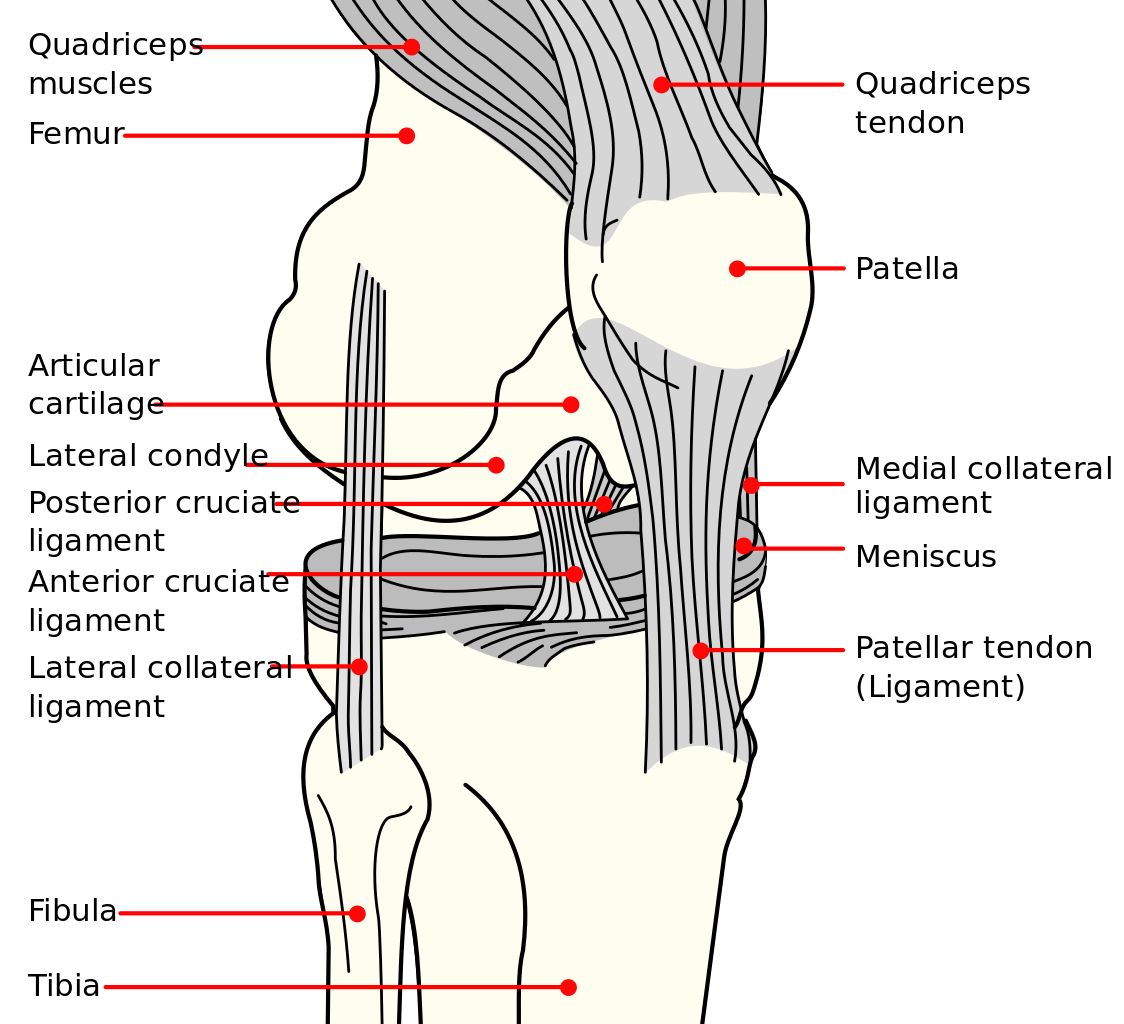
무릎 그림
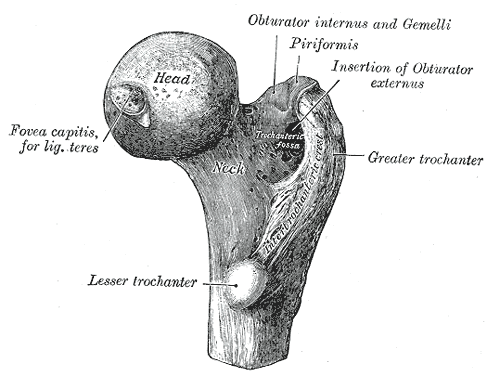
후방 위에서 바라본 우측 넙다리뼈의 위쪽 끝.
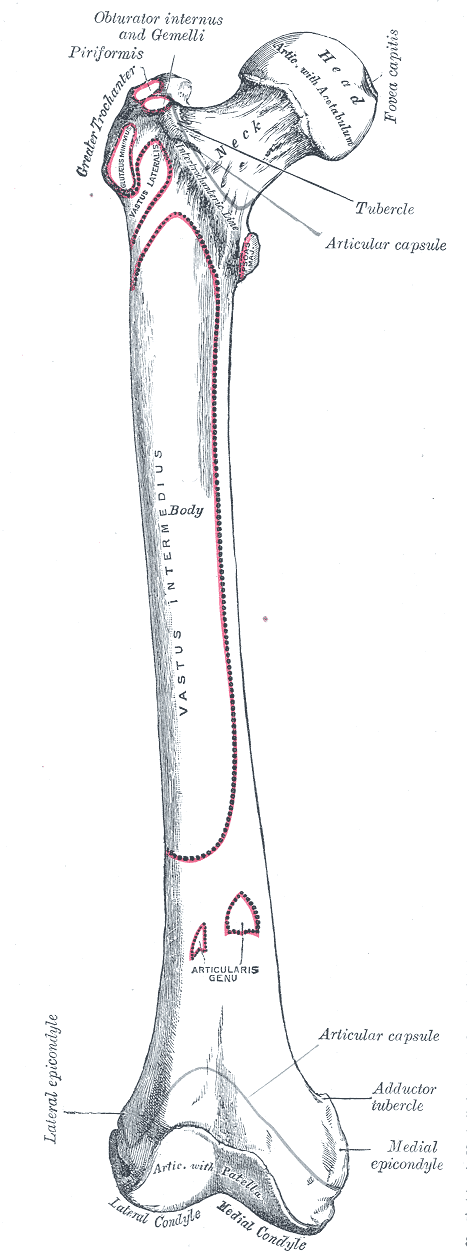
우측 넙다리뼈 앞쪽면
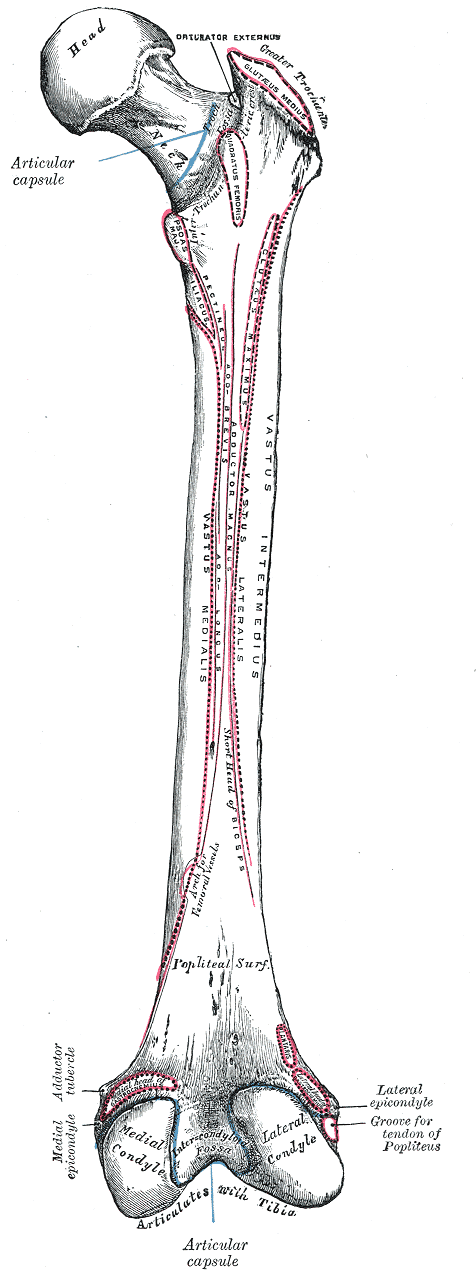
우측 넙다리뼈 뒤쪽면
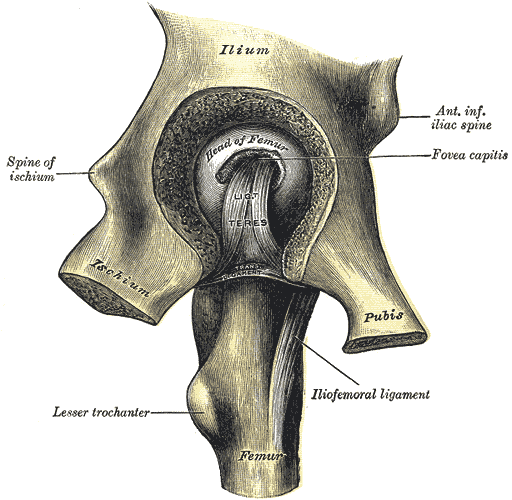
왼쪽 엉덩관절, 절구 바닥을 제거하여 드러냄
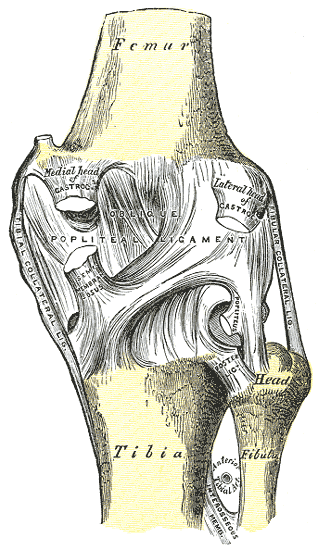
우측 무릎관절 후방
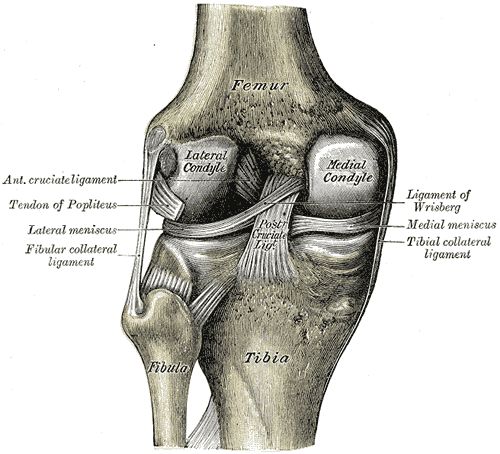
좌측 무릎관절 후방, 내부 인대들이 보임
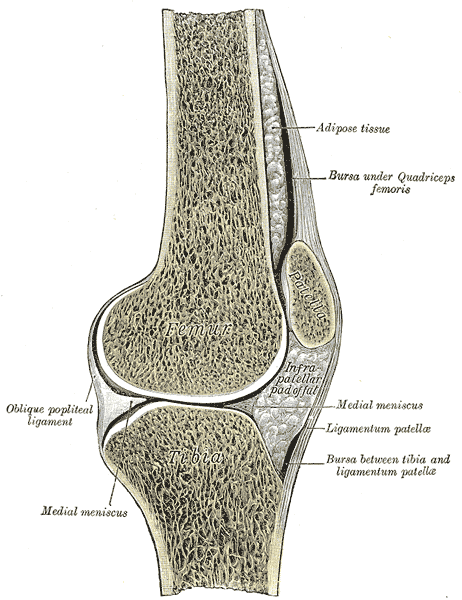
우측 무릎관절 시상면 (sagittal view)
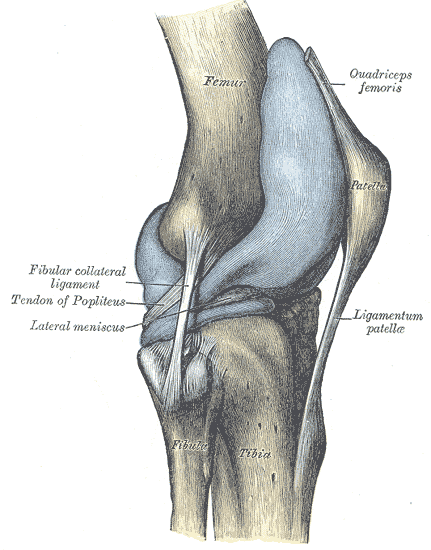
우측 무릎관절낭 (확장시킴) 외측
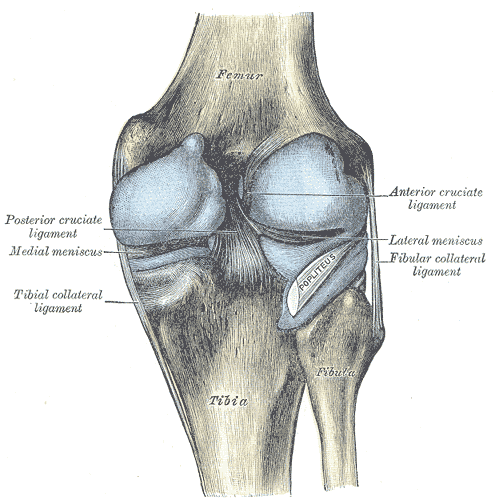
우측 무릎관절낭 (확장시킴) 후방
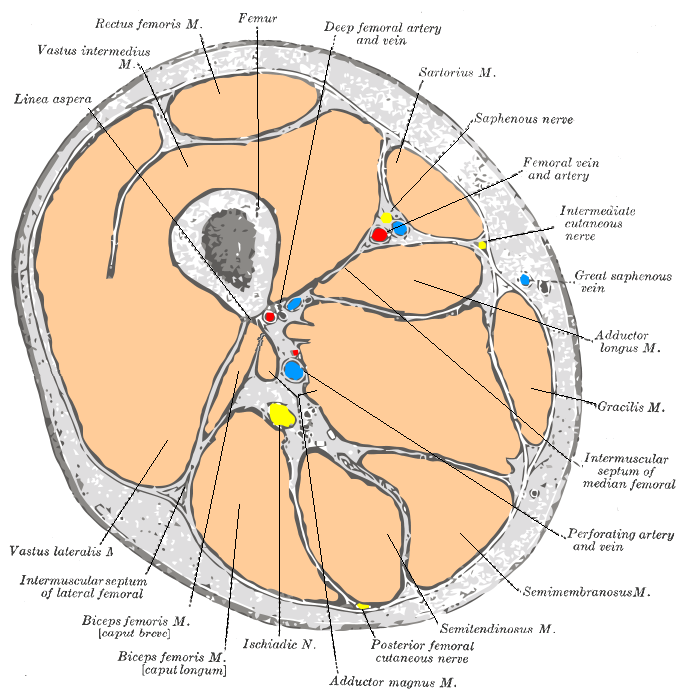
허벅지 중앙 단면
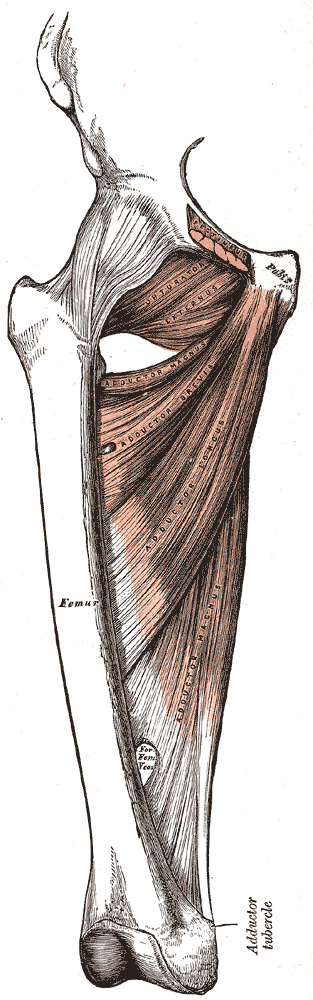
내측 넙다리뼈 영역의 깊은근육(deep muscle)들

## 같이 보기
- 위팔뼈
- 정강뼈
- 종아리뼈